# Guido Vildoso Calderón
Guido Vildoso Calderón (ur. 5 kwietnia 1937 w La Paz) – boliwijski generał i polityk.
Był szefem sztabu generalnego wojsk lądowych i od 1976 do 1978 ministrem zdrowia. Od 1981 do 1982 wchodził w skład junty wojskowej. 21 lipca 1982 został prezydentem Boliwii, lecz już 10 października tego roku oddał władzę Hernanowi Silesowi Zuazo, który wygrał w wyborach prezydenckich.